# Ochotsksneeuwschaap
Het ochotsksneeuwschaap (Ovis nivicola alleni) is een ondersoort van het sneeuwschaap (Ovis nivicola) en behoort tot de familie der holhoornigen. De wetenschappelijke naam van de ondersoort werd voor het eerst geldig gepubliceerd door
Paul Matschie in 1907. Een synoniem dat soms gebruikt wordt om deze ondersoort aan te duiden is Ovis nivicola potanini.

## Kenmerken
Het ochotsksneeuwschaap is qua grootte gelijk aan het kamtsjatkasneeuwschaap (Ovis nivicola nivicola), de nominaatondersoort van het sneeuwschaap. Ochotsksneeuwschapen zijn over het algemeen donkerder dan andere ondersoorten, maar lichte exemplaren zijn bekend. De borst, kop en nek zijn donkerbruin, terwijl de rest van het bovenlichaam lichtbruin is. De snuit, het voorhoofd en de achterzijde van de buik zijn wit.

## Verspreiding
Ochotsksneeuwschapen komen voor in Oost-Siberië in het Stanovojgebergte, Jablonovygebergte en in het Russische Verre Oosten in het Dzjoegdzjoergebergte, Kolymagebergte en het Tajgonosschiereiland.